# Nièvre
Nièvre là một tỉnh của Pháp, thuộc vùng hành chính Bourgogne-Franche-Comté, tỉnh lỵ Nevers, bao gồm 4 quận với các quận lỵ còn lại là: Château-Chinon, Clamecy, Cosne-Cours-sur-Loire.

## Lịch sử
Nièvre là một trong 83 tỉnh ban đầu được tạo ra trong cuộc Cách mạng Pháp ngày 4 tháng 3 năm 1790. Nó được tạo ra từ tỉnh Nivernais trước đây.

## Địa lý
Nièvre là một phần của vùng hiện tại của Bourgogne-Franche-Comté, mặc dù về lịch sử nó không phải là một phần của tỉnh Burgundy. Nó được bao quanh bởi các phòng ban của Yonne, Côte-d'Or, Saône-et-Loire, Allier, Cher, và Loiret. Tỉnh có sông Loire, con sông dài nhất ở Pháp.

## Nhân khẩu
Nièvre là một tỉnh nông nghiệp với mật độ dân khoảng 32 dân số / km². Các thành phố chính là: Nevers, Cosne-sur-Loire, Varennes-Vauzelles, Marzy, Decize, Imphy, Clamecy và La Charité. Chỉ có ba thành phố đạt 10.000 cư dân. Nó chỉ ra đặc điểm của khu vực, chủ yếu là nông thôn.